# Агабеков, Садых-бек
Садых-бек Агабек-Заде (Ага-Бек-Заде)  (азерб. Sadıq bəy Hacı İsmayıl oğlu Ağabəyzadə; 15 марта 1865 — 9 октября 1944) — российский военачальник и азербайджанский государственный деятель; основатель и реформатор азербайджанской полиции, заместитель министра внутренних дел Азербайджанской Демократической Республики, генерал-майор, учёный-востоковед.

## Биография

### Начало карьеры
Садых-бек Агабеков родился 15 марта 1865 года в городе Гёйчай Бакинской губернии. Общее образование получил в Бакинском реальном училище.
В 1883 году поступил в Петербурге во 2-е военное Константиновское училище, а затем был переведён в Михайловское артиллерийское училище. В 1884 году подпоручик Агабеков был направлен на Кавказ для дальнейшего прохождения службы в Карско-Александропольской крепостной артиллерии. Поручик с 14 августа 1888 года. В 1893 году был награждён орденом Святого Станислава 3-й степени. Штабс-капитан с 15 июля 1894 года.
В 1896 году, успешно сдав экзамены, был зачислен на Офицерские курсы восточных языков.

### Служба в Туркестане
В 1897 году был переведён в Туркестанский край с назначением 4 ноября 1897 года участковым приставом Андижанского уезда. 19 июля 1898 года произведён в капитаны. В том же году награжден орденом Святого Владимира 4-й степени. С 21 августа 1899 года участковый пристав Красноводского уезда. В том же году за заслуги в образовании и науке был удостоен звания Officier d'Académie (Франция). С 23 июля 1900 года и. д. помощника Тедженского уездного начальника. С 11 октября 1901 года и. д. нештатного помощника, а с 4 ноября 1902 года и. д. штатного помощника Асхабадского уездного начальника.
24 февраля 1904 года назначен старшим штаб-офицером для поручений при начальнике Закаспийской области и 26 февраля произведён в подполковники. 22 мая 1908 года состоящий по армейской пехоте подполковник Садых-бек Агабеков был произведен в полковники. В 1914 году полковник С. Агабеков правитель Канцелярии начальника Закаспийской области Туркестанского генерал-губернаторства.
Вышел в отставку по болезни в чине генерал-майора.
Во время прохождения службы в Туркестане, как учёный-востоковед он занимался сбором народных сказаний, былин и легенд. В результате кропотливого труда Садых-бек издал учебник «Туркменский диалект», за что Эмир Бухарский наградил его орденом Благородной Бухары.

### Служба в Азербайджане
Выйдя в отставку, Садых-бек был уверен, что его военная карьера окончилась и что остаток своей жизни ему будет суждено провести в родном Гёйчае. Однако Первая мировая война внесла коррективы в его жизнь. Садых-бек верен присяге, добровольно идёт на войну. Участвовал в боях на Кавказском, а затем на Западном фронте. В 1916 году Садых-бек возвращается к себе на Родину и живёт в родительском доме в Гёйчае.
23 октября 1918 года решением правительства АДР Садых-бек Агабеков был назначен товарищем (заместителем) министра внутренних дел. На этом посту он прослужил до декабря 1919 года.
Садых-беком Агабековым была разработана система классности чинов полиции. В 1919 году в Азербайджане общая численность полицейских достигла 9661 человек, из них 498 городовых 1-го класса, 5089 городовых 2-го класса, 242 постовых 1-го класса и 243 постовых 2-го класса.
В апреле 1919 года, в связи с возвращением из Гянджи в Баку частей азербайджанской армии и военного министерства, оказывал Военному ведомству содействие в организации службы контрразведки и координации с ее деятельностью действий управления сыскной полиции.
В начале октября 1919 года по поручению правительства Садых-бек встречал в городе Батуми личного посланника президента США генерала Джеймса Харборта. С 4 по 10 октября он сопровождал посланника президента и обеспечивал его охрану. По прибытии в Баку генерал Харборт остановился в доме Гаджи Зейналабдина Тагиева. Говорят, что на одном из банкетов, посвящённом визиту генерала Харборта, тот произнёс тост лично за Садых-бека, который в силу определённых обстоятельств отсутствовал на банкете. Харборт отметил, что Садых-бек — человек, наделённый огромными интеллектуальными возможностями, что он (Харборт) ещё не встречал среди военных такого высокообразованного и интересного человека.

### Эмиграция
После падения АДР Садых-бек с семьёй эмигрировал в Турцию, где проживал у родственников в Стамбуле. Затем переезд в Париж, где 2 года преподаёт в Сорбонне персидский и турецкий языки. В Париже Садых-бек пережил ещё один удар судьбы — смерть любимой жены Гюли. Она похоронена на мусульманском кладбище французской столицы.

## Научная деятельность
После этого учёного ничто не связывает с Парижем и в начале февраля 1927 года он по приглашению Зигмунта Смогожевского переезжает во Львов, где начинает работать на философском факультете Львовского университета, а несколько позже — и во Львовской высшей торговой школе, где преподаёт турецкий, персидский и арабский языки, изучая в то же время польский и украинский. З. Смогожевский, В. Котвич и Садых-бек Агабекзаде составили ядро школы востоковедения, которая позднее получит название львовско-петербуржской. В Львовском университете Садых-бек преподаёт целый ряд дисциплин: турецкий (современный и староосманский), персидский и арабский языки, а также арабскую грамматику, исламоведение, мусульманскую палеографию, каллиграфию и эпиграфику.
В 1931 году Агабекзаде издал на польском языке свой учебник турецкого языка, а в 1932 году — элементарную грамматику арабского языка (фонетику и морфологию), написанную на базе второго издания «Новой грамматики арабского языка» Огюста Перье, опубликованной в Париже в 1928 году. Во Львове Садых-бек оставил целый ряд своих учеников, таких, как Теофил Володимирский, Марьян Левицкий, Омельян Прицак, Тадеуш Левицкий, Франтишек Махальский и многих других.
Во время немецко-фашистской оккупации гитлеровцы выселили немолодого уже учёного из его квартиры, поселив в плохо отапливаемое помещение. В 1943 году он тяжело заболел, а девятого октября 1944 года, уже после освобождения Львова, Садых-бек Агабекзаде скончался. До последних дней за учёным присматривали его ученица Ольга Бак и её муж.
Похоронен Садых-бек Агабеков на 84 линии Лычаковского кладбища во Львове.

## Награды
- Орден Святого Владимира 4-й степени[3]
- Орден Святого Станислава 3-й степени[3]
- Орден Льва и Солнца 4-й степени[6]
- Орден Льва и Солнца 3-й степени[6]
- Орден Благородной Бухары[6]
- Офицер Ордена Академических пальм[3]

## Память
Во Львове одна из улиц носит имя Садых бека Агабекова.